# Dean Smith (ur. 1971)
Dean Smith (ur. 19 marca 1971 w West Bromwich) – angielski piłkarz występujący na pozycji pomocnika oraz trener. Wychowanek Walsall, w trakcie swojej kariery grał także w takich zespołach, jak Hereford United, Leyton Orient, Sheffield Wednesday oraz Port Vale. Jako szkoleniowiec prowadził natomiast takie drużyny, jak Walsall oraz Brentford.